# 2000 Jahre Christentum
2000 Jahre Christentum ist die Bezeichnung einer bronzenen Monumentalsäule des Künstlers Jürgen Weber in Braunschweig, die am 21. September 2006 dort auf dem Ruhfäutchenplatz enthüllt wurde. Finanziert wurde das Kunstwerk von der Richard-Borek-Stiftung. Es war Webers letzte Großplastik.

## Darstellung

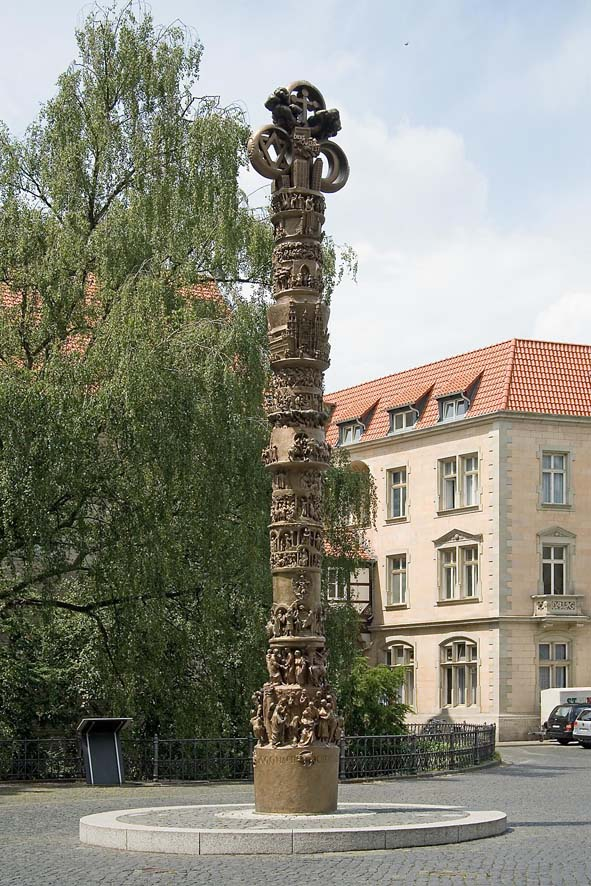
2000 Jahre Christentum

Der Künstler thematisiert auf der 8,50 m hohen Bronzesäule in mehreren Szenen die Entwicklung des Christentums in den letzten 2000 Jahren.
Einige Szenen in chronologischer Reihenfolge sind:
- Die Geburt und Kreuzigung Jesu
- Die Christenverfolgung im alten Rom
- Der Gang nach Canossa
- Die Eroberung und Zerstörung Jerusalems während der Kreuzzüge
- Die 95 Thesen Martin Luthers
- Die Übersetzung des Neuen Testaments
- Der Kirchenkampf aufgrund der Ariergesetze
- Die Anschläge auf das World Trade Center am 11. September 2001 (Änderung des ursprünglichen Entwurfs nach Rechtstreit nicht umgesetzt)

Im Stelenkopf befinden sich die Symbole der drei Weltreligionen Christentum, Islam und Judentum. Diese wurden in Ringe eingefasst, die allegorisch die Ringparabel aus Lessings Drama Nathan der Weise aufgreifen. In dem aufklärerischen Stück bildet die Ringparabel die Schlüsselszene bezüglich der Forderung nach religiöser Toleranz, in der die Frage, welche der drei Religionen denn die wahre sei, die vermittelnde Antwort „Wem es gelingt, die Liebe seiner Mitmenschen zu verdienen, ist der Träger des wahren Ringes“ findet.

## Rechtsstreit mit dem Auftraggeber
In einem Rechtsstreit lehnte es die Richard-Borek-Stiftung ab, die Säule in der vom Bildhauer gewünschten Form abzunehmen. In einem Vertrag zwischen Weber und der Stiftung war festgelegt worden, dass die Säule nur im Einverständnis mit der Stiftung von der vertraglichen Konzeption abweichen dürfe. Die Darstellung der Anschläge auf das World Trade Center entsprach nicht den Wünschen der Stiftung und wurde von Weber nach Urteil des Landgerichts Braunschweig im Rahmen eines getroffenen Vergleichs angepasst.